# Zelandotipula trimaculata
Zelandotipula trimaculata är en tvåvingeart som först beskrevs av Pierre Justin Marie Macquart 1838.
Zelandotipula trimaculata ingår i släktet Zelandotipula och familjen storharkrankar. Inga underarter finns listade i Catalogue of Life.